# NME Awards
NME Awards je každoroční udílení hudebních cen britského časopisu časopisu NME (New Musical Express) a to již od roku 1953.

## Jednotlivé roky

### Shockwaves NME Awards 2007
- Godlike Genius Award (celoživotní přínos) - Primal Scream
- Best British Band (nejlepší britská skupina) - Muse
- Best International Band (nejlepší mezinárodní skupina) - My Chemical Romance
- Best Solo Artist (nejlepší mužský výkon) - Jamie T
- Best Live Band (koncertní skupina roku) - Kasabian
- Best New Band (objev roku) - Klaxons
- Best Album (album roku) - Arctic Monkeys - Whatever People Say I Am, That's What I'm Not
- Best Track (nejlepší píseň) - The View - "Wasted Little DJs"
- Best Video (nejlepší video) - The Killers - "Bones"
- Best Music DVD (nejlepší hudební DVD) - Arctic Monkeys - Scummy Man
- Best Live Event (nejlepší koncertní událost) - Carling Weekend:Reading and Leeds Festivals
- Best TV Show (nejlepší televizní pořad) - The Mighty Boosh
- Best Radio Show (nejlepší pořad v rádiu)- Zane Lowe (BBC Radio 1)
- Best Film (nejlepší film) - Pirates of the Caribbean: Dead Man's Chest
- Sexiest Woman (nejvíce sexy žena) - Kate Moss
- Sexiest Man (nejvíce sexy muž) - Matthew Bellamy (Muse)
- Worst Album (nejhorší album) - Robbie Williams - Rudebox
- Worst Band (nejhorší skupina) - Panic at the Disco
- Best Dressed (nejlépe oblékaný umělec) - Faris Rotter (The Horrors)
- Worst Dressed (nejhůře oblékaný umělec) - Lily Allenová
- Hero of the year (hrdina roku) - Gerard Way (My Chemical Romance)
- Villain of the Year (padouch roku) - George W. Bush
- Best Live Venue (nejlepší klub)- Carling Brixton Academy
- Best Website (nejlepší web /kromě www.NME.com/) - YouTube
- John Peel Award For Musical Innovation (hudební inovace) - Enter Shikari
- Phillip Hall Radar Award - The Twang

### Shockwaves NME Awards 2006
- Godlike Genius Award (celoživotní přínos) - Ian Brown
- Best British Band (nejlepší britská skupina) - Arctic Monkeys
- Best International Band (nejlepší mezinárodní skupina) - The Strokes
- Best Solo Artist (nejlepší mužský výkon) - Kanye West
- Best Live Band (koncertní skupina roku) - Franz Ferdinand
- Best New Band (objev roku) - Arctic Monkeys
- Best Album (album roku) - Kaiser Chiefs - Employment
- Best Track (nejlepší píseň) - Arctic Monkeys - "I Bet You Look Good on the Dancefloor"
- Best Video (nejlepší video) -  Oasis - "The Importance of Being Idle""
- Best Music DVD (nejlepší hudební DVD) - Live 8
- Best Live Event (nejlepší koncertní událost) - Carling Weekend:Reading and Leeds Festivals
- Best TV Show (nejlepší televizní pořad) - Gonzo
- Best Radio Show (nejlepší pořad v rádiu)- Zane Lowe (BBC Radio 1)
- Best Film (nejlepší film) - Harry Potter and the Goblet of Fire
- Sexiest Woman (nejvíce sexy žena) - Madonna
- Sexiest Man (nejvíce sexy muž) - Pete Doherty
- Worst Album (nejhorší album) - James Blunt - Back to Bedlam
- Worst Band (nejhorší skupina) - Son of Dork
- Best Dressed (nejlépe oblékaný umělec) - Ricky Wilson (Kaiser Chiefs)
- Worst Dressed (nejhůře oblékaný umělec) - Justin Hawkins
- Hero of the year (hrdina roku) - Bob Geldof
- Villain of the Year (padouch roku) - George W. Bush
- Best Live Venue (nejlepší klub)- Brixton Academy
- Best Website (nejlepší web) - www.NME.com
- John Peel Award For Musical Innovation (hudební inovace) - Gorillaz
- Phillip Hall Radar Award - The Long Blondes